# Münzschatz von Tamdrup

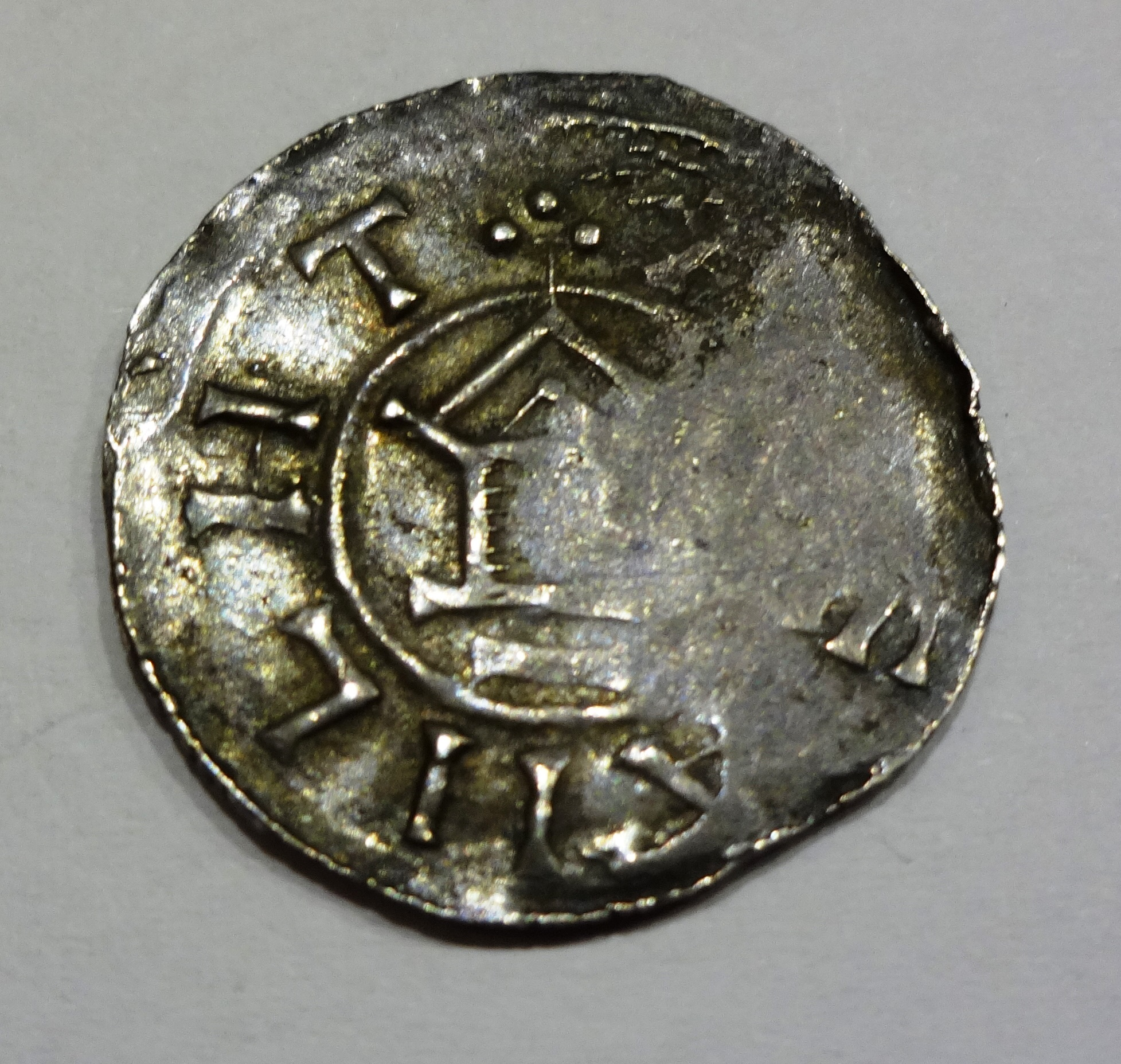
Otto-Adelheid-Pfennig

Der Münzschatz von Tamdrup wurde westlich der Kirche von Tamdrup, nordwestlich von Horsens in Jütland in Dänemark gefunden.
2013 wurden durch Metalldetektoren mindestens 28 ganze und 30 halbierte Silbermünzen aus der Zeit von König Svend Estridsen (1047–1074) und einige andere Münzen (z. B. Otto-Adelheid-Pfennig, OAP) gefunden. Es gibt keine Hinweise auf ein festes Behältnis.
Die Entdeckung des Silberschatzes ist einer in einer Reihe von Detektorfunden aus der Gegend, die einen Ort von Bedeutung im 10. und 11. Jahrhundert belegen. In den letzten Jahren wurden u. a. ein Axtamulett, zwei kleine Pferdefiguren, ein Siegelring aus Bronze, das Fragment einer Urnesfibel, Bleiplatten mit einer lateinischen Inschrift, sowie eine Münze von Knut dem Großen (dänisch Canute den Store, 1018–1035) gefunden.